# Personenverkehrsgesellschaft Burgenlandkreis
Die Personenverkehrsgesellschaft Burgenlandkreis mbH (PVG) ist ein kommunales Verkehrsunternehmen für den öffentlichen Personennahverkehr im Burgenlandkreis. Es befindet sich vollständig im Eigentum dieses Landkreises.

## Geschichte
Vorgänger im Bereich Nahverkehr des heutigen Burgenlandkreises war der VEB Kraftverkehr Zeitz im VE Verkehrskombinat Halle (Saale). Aus diesem bildete sich nach der Wiedervereinigung 1990 die Zeitzer Verkehrsgesellschaft mbH mit den Unternehmensteilen Zeitz, Hohenmölsen, Naumburg und Freyburg. Bereits 1992 wurden die Unternehmensbestandteile aufgetrennt. So wurde aus dem Unternehmensteil Zeitz die Personenverkehrsgesellschaft Zeitz mbH und aus den Unternehmensteilen Naumburg und Freyburg die Personenverkehrsgesellschaft Saale-Unstrut mbH. Hohenmölsen wurde ausgegliedert und fiel der Regionalverkehrsgesellschaft mbH Weißenfels zu.
Am 1. Januar 1999 fusionierten die Personenverkehrsgesellschaft Saale-Unstrut mbH und die Personenverkehrsgesellschaft Zeitz mbH zur Personenverkehrsgesellschaft Burgenlandkreis mbH. Als Hauptsitz wurde Naumburg eingerichtet, in Bad Bibra und Zeitz befinden sich weitere Betriebshöfe.
Seit dem 1. August 2004 ist die PVG Mitglied im Mitteldeutschen Verkehrsverbund (MDV).
Am 1. Februar 2006 wurde das Tochterunternehmen Personenverkehrs- und Servicegesellschaft Burgenlandkreis mbH (PVS) gegründet. Dieses führte Aufgaben im Fahrdienst sowie Serviceleistungen (Reinigung, Instandsetzung etc.) für die PVG durch. Die meisten Mitarbeiter der PVS wurden zum 1. Dezember 2012 in die PVG Übernommen.
Zum 1. Januar 2012 wurde die RVG Weißenfels mbH, das kommunale Verkehrsunternehmen des ehemaligen Landkreises Weißenfels, in die PVG Burgenlandkreis mbH eingegliedert.
In die Kritik geriet 2013 die Entscheidung der Gesellschafter um den Vorsitzenden Harri Reiche, den früheren Geschäftsführer erneut einzustellen, der für die heikle Lage des Unternehmens mitverantwortlich ist.

## Netz

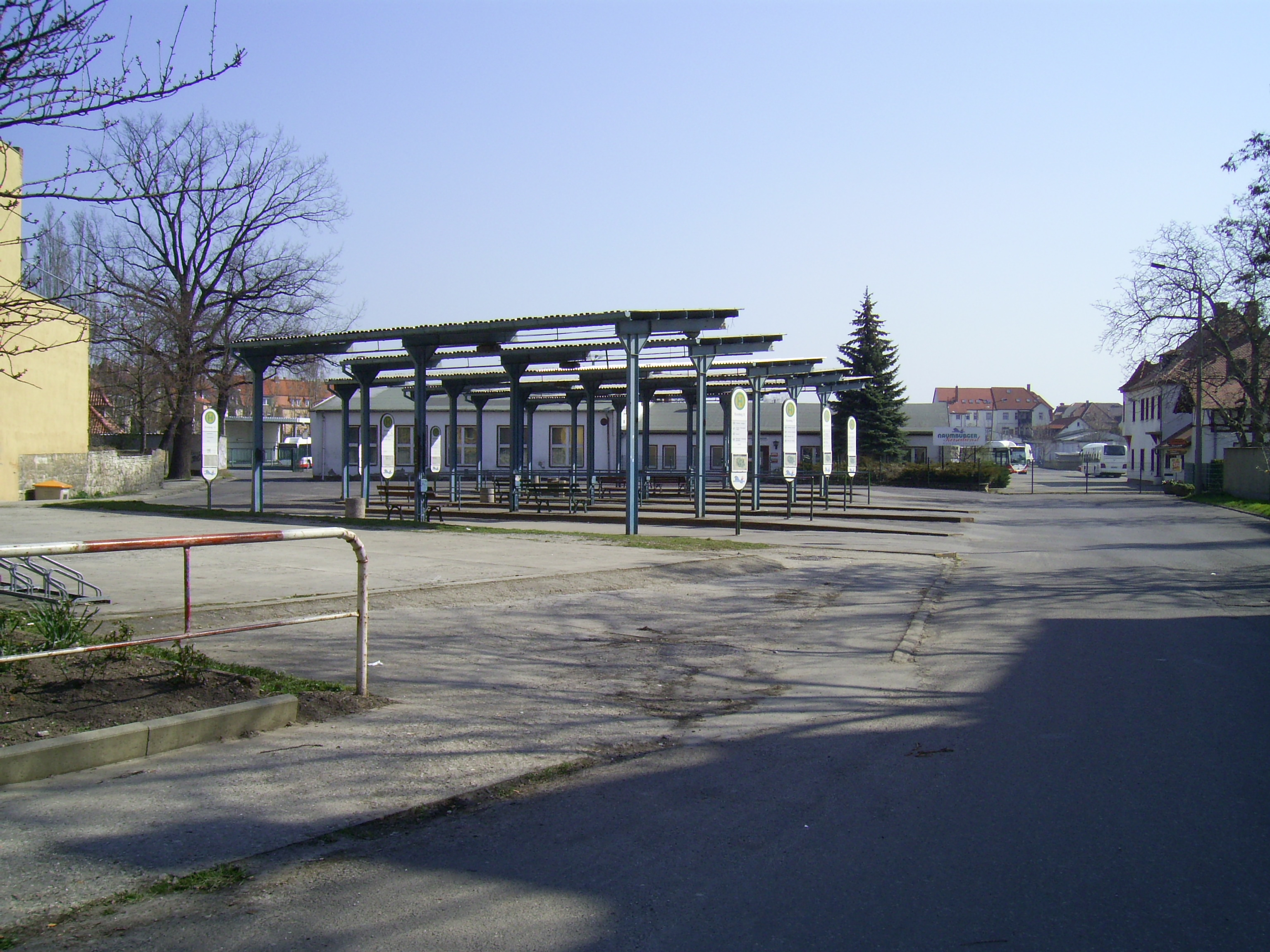
City-Busstopp in Naumburg, dahinter der Betriebshof

Die PVG betreibt 86 Linien im Regionalbusverkehr, darunter auch je drei Linien im Stadtverkehr Naumburg und Zeitz und fünf Linien in Weißenfels. Insgesamt werden 771 Haltestellen bedient. Hauptaufgabe der PVG ist die Durchführung des Schülerverkehrs im Kreis, wobei derzeit etwa 6590 Schüler täglich befördert werden.
Im Rahmen des Linienverkehrs werden auch Strecken in die Kreise Saalekreis, Kyffhäuserkreis, Saale-Holzland-Kreis, Altenburger Land, Leipziger Land sowie nach Gera und Greiz befahren.

## Linienübersicht
| Linie | Endpunkte                    | Verlauf                            |          |
| ----- | ---------------------------- | ---------------------------------- | -------- |
| 500   | Zeitz ↔ Altenburg            | Tröglitz – Rehmsdorf – Meuselwitz  | PlusBus  |
| 601   | Naumburg ↔ Buttstädt         | Bad Kösen – Eckartsberga           |          |
| 602   | Bad Kösen ↔ Eckartsberga     | Klosterhäseler                     |          |
| 603   | Naumburg ↔ Eckartsberga      | Bad Kösen – Spielberg – Benndorf   |          |
| 604   | Naumburg ↔ Bad Bibra         | Bad Kösen – Klosterhäseler         |          |
| 605   | Klosterhäseler ↔ Laucha      | Burkersroda – Hirschroda           |          |
| 606   | Naumburg ↔ Kleinheringen     | Bad Kösen – Lengefeld              |          |
| 607   | Bad Bibra ↔ Roßleben         | Kahlwinkel – Lossa                 |          |
| 608   | Laucha ↔ Lossa               | Bad Bibra – Saubach                |          |
| 610   | Naumburg ↔ Nebra             | Freyburg – Laucha                  |          |
| 611   | Laucha ↔ Wiehe/Lossa         | Bad Bibra – Saubach                |          |
| 613   | Naumburg ↔ Sieglitz          | Prießnitz – Aue                    |          |
| 614   | Naumburg ↔ Sieglitz          | Bad Kösen – Heiligenkreuz          |          |
| 615   | Naumburg ↔ Boblas            | Neidschütz                         |          |
| 616   | Naumburg ↔ Schkölen          | Prießnitz – Sieglitz               |          |
| 618   | Naumburg ↔ Osterfeld         | Wethau – Mertendorf                |          |
| 620   | Naumburg ↔ Leißling          | Schönburg – Possenhain             |          |
| 621   | Naumburg ↔ Stößen            | Wethau – Schmerdorf                |          |
| 622   | Naumburg ↔ Freyburg          | Roßbach – Kleinjena                |          |
| 623   | Naumburg ↔ Goseck            | Henne – Pödelist                   |          |
| 629   | Naumburg ↔ Wendelstein       | Großwangen – Memleben              |          |
| 630   | Freyburg ↔ Dietrichsroda     | Gleina – Zscheiplitz               |          |
| 631   | Bad Bibra ↔ Memleben         | Saubach – Wohlmirstedt             |          |
| 633   | Nebra ↔ Eckartsberga         | Altenroda – Bad Bibra              |          |
| 634   | Freyburg ↔ Freyburg          | Schleberoda – Gleina               |          |
| 636   | Naumburg ↔ Laucha            | Freyburg – Zscheiplitz             |          |
| 777   | Schweßwitz ↔ Lützen          | Rippach – Bothfeld – Meuchen       |          |
| 778   | Kleinkorbetha ↔ Rippach      | Lösau – Pörsten – Poserna          |          |
| 780   | Hohenmölsen ↔ Meuchen        | Muschwitz – Gostau – Rippach       |          |
| 781   | Weißenfels ↔ Eisdorf         | Pörsten – Rippach – Lützen         |          |
| 782   | Weißenfels ↔ Muschwitz       | Pörsten – Poserna – Göthewitz      |          |
| 783   | Weißenfels ↔ Meuchen         | Lösau – Rippach – Lützen           |          |
| 784   | Hohenmölsen ↔ Lützen         | Poserna – Rippach                  |          |
| 785   | Weißenfels ↔ Bad Dürrenberg  | Großkorbetha – Wengelsdorf         |          |
| 786   | Weißenfels ↔ Kleinkorbetha   | Lösau – Dehlitz – Oeglitzsch       |          |
| 792   | Weißenfels ↔ Weißenfels      | Uichteritz – Goseck – Storkau      |          |
| 793   | Weißenfels ↔ Roßbach         | Tagewerben – Reichardtswerben      |          |
| 794   | Weißenfels ↔ Hohenmölsen     | Dippelsdorf – Teuchern – Runthal   |          |
| 796   | Weißenfels ↔ Stößen          | Leißling – Prittitz – Gröbitz      |          |
| 797   | Weißenfels ↔ Osterfeld       | Leißling – Prittitz – Gröbitz      |          |
| 798   | Hohenmölsen ↔ Kaufland Vert. | Keutschen – Werschen – Teuchern    |          |
| 800   | Weißenfels ↔ Hohenmölsen     | Zorbau – Granschütz – Webau        | PlusBus  |
| 801   | Weißenfels ↔ Hohenmölsen     | Zorbau – Granschütz – Göthewitz    |          |
| 802   | Weißenfels ↔ Hohenmölsen     | Zorbau – Webau – Köpsen            |          |
| 804   | Hohenmölsen ↔ Droyßig        | Werschen – Gröben – Teuchern       |          |
| 805   | Hohenmölsen ↔ Lagnitz        | Köpsen – Dippelsdorf – Teuchern    |          |
| 806   | Hohenmölsen ↔ Oeglitzsch     | Kreischau – Poserna – Lösau        |          |
| 807   | Hohenmölsen ↔ Teuchern       | Naundorf – Deuben – Trebnitz       |          |
| 808   | Hohenmölsen ↔ Hohenmölsen    | Rössuln – Zorbau – Gerstewitz      |          |
| 811   | Hohenmölsen ↔ Wernsdorf      | Wählitz – Webau – Granschütz       |          |
| 816   | Zeitz ↔ Hohenmölsen          | Theißen – Werschen – Keutschen     |          |
| 817   | Zeitz ↔ Teuchern             | Theißen – Luckenau – Trebnitz      |          |
| 818   | Zeitz ↔ Casekirchen          | Droyßig – Weickelsdorf – Goldschau |          |
| 820   | Zeitz ↔ Naumburg             | Grana – Kaufland Vert. – Stößen    | PlusBus  |
| 821   | Zeitz ↔ Goldschau            | Döschwitz – Thierbach – Osterfeld  |          |
| 822   | Zeitz ↔ Kaufland Vert.       | Grana – Kretzschau – Osterfeld     |          |
| 823   | Zeitz ↔ Zeitz                | Grana – Haynsburg – Schkauditz     |          |
| 824   | Zeitz ↔ Droßdorf             | Raba – Haynsburg – Breitenbach     |          |
| 825   | Zeitz ↔ Golben               | Rasberg – Großosida – Raba         |          |
| 826   | Naumburg ↔ Droyßig           | Weichau – Wethau – Pretzsch        |          |
| 828   | Zeitz ↔ Droyßig              | Grana – Näthern – Mannsdorf        |          |
| 830   | Zeitz ↔ Weißenborn           | Golben – Schellbach – Hermsdorf    |          |
| 836   | Zeitz ↔ Dragsdorf            | Großpörthen – Wittgendorf          |          |
| 840   | Reuden ↔ Kayna               | Oelsen – Spora – Prehlitz          |          |
| 841   | Zeitz ↔ Meuselwitz           | Würchwitz – Loitsch – Prehlitz     |          |
| 842   | Zeitz ↔ Hohenkirchen         | Geußnitz – Kayna – Bröckau         |          |
| 845   | Zeitz ↔ Staschwitz           | Gleina – Rehmsdorf – Krimmitzschen |          |
| 847   | Zeitz ↔ Profen               | Tröglitz – Reuden – Predel         |          |
| 848   | Zeitz ↔ Lützkewitz           | Zangenberg – Tröglitz – Profen     |          |
| 850   | Zeitz ↔ Hohenmölsen          | Reuden – Predel – Profen           | PlusBus  |
| 851   | Zeitz ↔ Nödlitz              | Theißen – Nonnewitz – Pirkau       |          |
| 911   | BULABANA Naumburg            |                                    | SchulBus |

### PlusBus
Seit dem Start der S-Bahn Mitteldeutschland wurden die Linien 500, 800, 820 und 850 in den letzten Jahren zum PlusBus aufgewertet. Alle diese Linien verkehren zudem im Bahn-Bus-Landesnetz Sachsen-Anhalt.

## Fahrzeuge

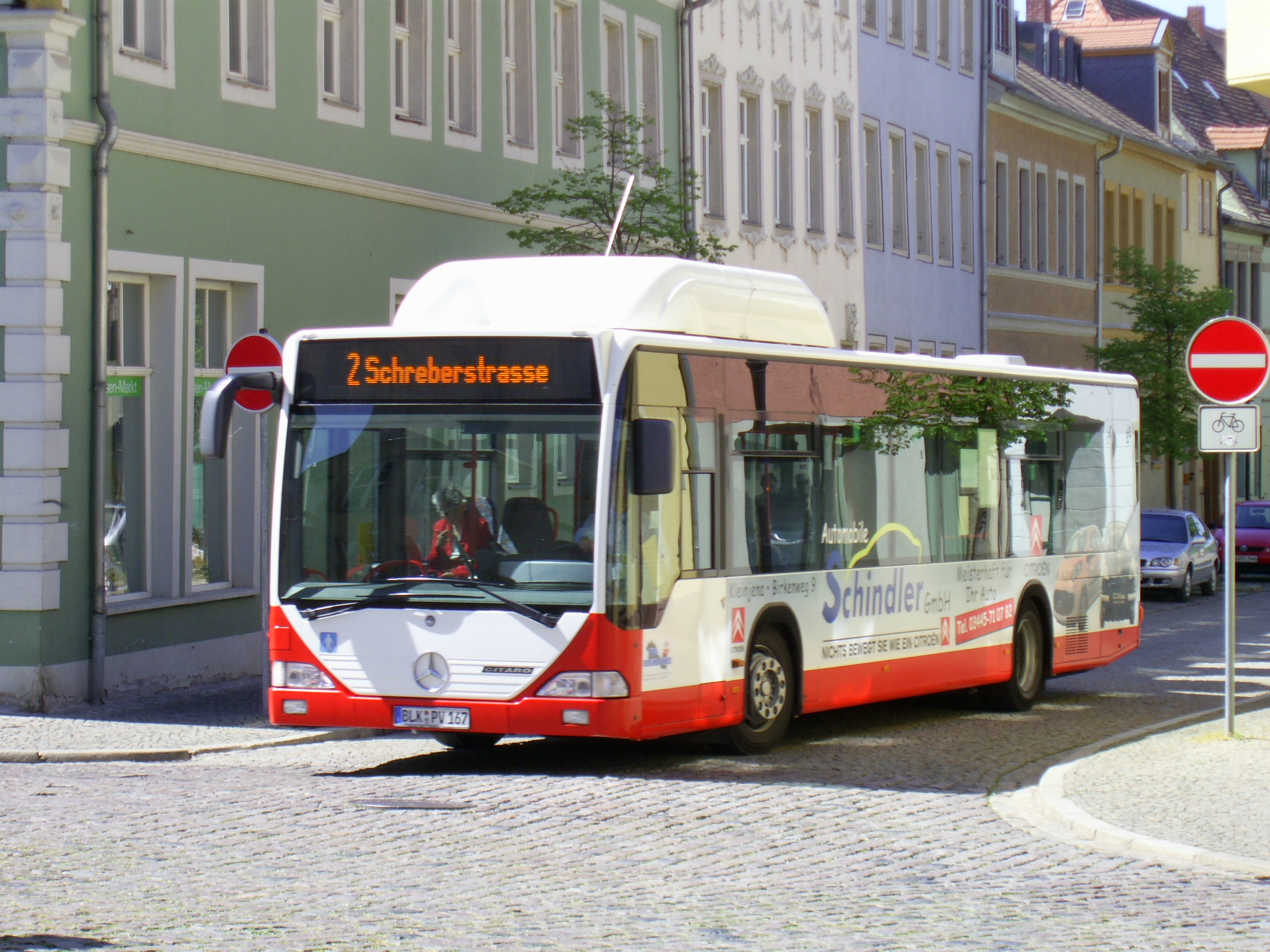
Mercedes-Benz Citaro der PVG im Stadtverkehr Naumburg (Linie 2)

Der Fahrzeugpark der PVG Burgenlandkreis mbH umfasst 174 Omnibusse, davon 2 Reisebusse und 13 Kleinbusse. Eingesetzt werden hauptsächlich Fahrzeuge der Marken Mercedes-Benz, Setra, Volvo, MAN und Neoplan. Von den 174 Linienbussen sind seit dem Jahr 2007 insgesamt 40 durch das Land Sachsen-Anhalt geförderte Erdgasbusse im Einsatz, zehn davon stationiert in Zeitz, zehn in Naumburg und zwanzig in Weißenfels.

## Mitarbeiter
Die PVG beschäftigt derzeit 285 Mitarbeiter, davon 215 Busfahrer. In der Servicegesellschaft arbeiten nochmals 5 Mitarbeiter. Für die Kreisstraßenmeisterei arbeiten 20 Mitarbeiter.

## Verkehrsleistung
Die jährliche Fahrleistung aller Busse der PVG Burgenlandkreis mbH beträgt etwa 6,0 Millionen Kilometer. Insgesamt werden pro Jahr rund 5,36 Millionen Menschen befördert.